# Wicked Games
Wicked Games è un singolo del cantante canadese The Weeknd, pubblicato il 22 ottobre 2012 come primo estratto dalla prima raccolta Trilogy.

## Descrizione
Il brano venne originariamente realizzato nel 2011 e incluso nel mixtape di debutto del cantante, House of Balloons. Quella contenuta in Trilogy è una versione remasterizzata.

## Tracce
Testi e musiche di Abel Tesfaye, Doc McKinney, Carlo Montagnese e Millar Blanchaer.
Download digitale
1. Wicked Games – 5:24

CD promozionale (Regno Unito)
1. Wicked Games (Clean) – 3:25

## Formazione
- The Weeknd – voce
- Doc McKinney – produzione, registrazione, strumentazione
- Illangelo – produzione, registrazione, missaggio, strumentazione

## Classifiche
| Classifica (2012-13)      | Posizione massima |
| ------------------------- | ----------------- |
| Canada                    | 43                |
| Regno Unito               | 152               |
| Stati Uniti               | 53                |
| Stati Uniti (R&B/hip-hop) | 13                |